# Томас Іконому
Томас Іконому (грец. Θωμάς Οικονόμου, *1864, Відень — †1927, Афіни) — грецький театральний актор, один з перших сучасних грецьких режисерів.

## Біографія
Народився у родині письменника Аристида Економу. У Відні здобув освіту та розпочав кар'єру актора. Він прибув до Греції у 1900–1901 і почав викладати у театральній школі, яка на той час була підрозділом Королівського театру, а також працював режисером у театрі.
В Афінах Економу познайомився із Марікою Котопулі, із якою навіть зіграв у парі в еротичній постановці. 1906 року він залишив Королівський театр разом із Марікою і працював у студії батька Маріки Дімітріса Котопуліса, де Економу зміг поставити цілком новаторські для афінського театру постановки.
Від 1918 до 1922 року він працював в Афінському Одеоні як професор та журналіст. Серед учнів Економу був грецький актор Дімітріс Ронітірс.